# Tony Hurt
Anthony John „Tony“ Hurt (* 30. März 1946 in Auckland) ist ein ehemaliger neuseeländischer Ruderer, der im Achter zwei olympische Medaillen gewann.
Bei den Olympischen Spielen 1972 auf der Regattastrecke Oberschleißheim bei München traten die deutschen Ruderer aus dem Westen als Titelverteidiger und die aus dem Osten als amtierender Weltmeister an. Der neuseeländische Achter hatte bei der Weltmeisterschaft 1970 Bronze gewonnen. Von dem Bronze-Achter saßen 1972 noch  Dick Joyce, Wybo Veldman, John Hunter, Gary Robertson und Steuermann Simon Dickie im Boot. Zusammen mit Trevor Coker, Athol Earl und Lindsay Wilson war auch Tony Hurt neu hinzugekommen. Die Neuseeländer siegten im Finale mit fast drei Sekunden Vorsprung auf die US-Amerikaner, die knapp vor dem Boot aus der DDR ins Ziel kamen.
Bei der Weltmeisterschaft 1974 gewannen die Neuseeländer Bronze, wobei außer Hurt nur Wilson, Earl und Coker aus dem 1972er Boot noch dabei waren. 1975 gehörte Hurt nicht zum Achter, der erneut Bronze gewann. Für die Olympischen Spiele 1976 auf dem Bassin Olympique von Montreal kehrten Hurt und Dickie in den Achter zurück, der neuseeländische Achter gewann wie bei den beiden Weltmeisterschaften zuvor die Bronzemedaille.